# Anampses cuvier
Anampses cuvier е вид бодлоперка от семейство Labridae. Видът не е застрашен от изчезване.

## Разпространение и местообитание
Разпространен е в Малки далечни острови на САЩ и САЩ.
Обитава тропически води, океани, морета, рифове и крайбрежия. Среща се на дълбочина от 1 до 26 m, при температура на водата от 22,9 до 25,5 °C и соленост 34,9 – 35,3 ‰.

## Описание
На дължина достигат до 31 cm.
Популацията на вида е стабилна.